# رايلي وانغ
رايلي وانغ (بالإنجليزية: Riley Wang)‏ (و. 1996  م) هو ترفيهي، ومغني، وممثل، وممثل تلفزي كندي، ولد في تايوان، بدأ مشواره المهني سنة 2015.